# 电化学仪器联合企业
电化学仪器联合企业(俄语：Электрохимприбор，ЭХП），位于俄罗斯联邦斯维尔德洛夫斯克州列斯诺伊。于距斯维尔德洛夫斯克市80公里。是苏联一家核武器工厂。隶属于苏联中型机械工业部。 

## 历史
苏联原子弹计划最初并没有打算建设电磁法浓缩铀工厂。1946年气体扩散浓缩铀装置研发失败，电磁法浓缩铀工厂的建设才提上日程。1947年6月10日苏联部长会议专门委员会召开会议，讨论了电磁法浓缩铀的第814厂的选址和生产设备问题。1947年6月19日苏联部长会议作出第2140-562号《关于814厂问题的决议》，开工建设。厂址位于斯维尔德洛夫斯克州伊斯镇的原始森林中建设斯维尔德洛夫斯克-45。根据1948年4月6日部长会议的决议，它应于1949年7月1日完工并投入使用。工程建设单位是苏联内务部1418建设管理局（1948年8月7日，根据苏联内务部部长的命令成立），工程主任是М.А.扎里茨基，投入1.94万人。结构设计单位是第11设计局。首任厂长德米特里·叶菲莫维奇·瓦西里耶夫，原为鄂木斯克第174厂厂长。科学负责人列夫·安德烈耶维奇·阿尔济莫维奇。由于电磁装置耗电量极大，814厂附近不能提供足够的电能供给，1947年7月苏联部长会议专门委员会决定在尼日涅—图林地区建设发电功率为12.9万千瓦的发电站。814厂的电磁装置高21米、重6000吨，为了容纳如此庞大的电磁装置，苏联需要建设前所未有的超大型真空车间，并提供充足的电力保障。814厂的主体建筑是一座5层高的大楼，由20个分离室组成。室内设计方案复杂，由昂贵的黄铜制成，确保超深真空的绝对压力保持在10-6mm水银柱，建筑物的自重在1000吨以上。814厂的施工技术难度极高，故未能如期完工。截至1949年8月29日，共有1266名工作人员。1950年初安装了高约21米的电磁装置。1950年春开始，814厂进行安装、调试和试运行工作。1950年12月投入使用，813厂将铀-235浓度为75％的铀送到这里继续浓缩。最初计划产量为4-5微克/小时。进入工业生产之后，为150克/天。1950年12月生产出第一批94%浓度的武器级铀-235，为1951年第一颗铀弹提供了铀装料。尽管电磁装置存在一些缺点，妨碍了电磁法在工业中的推广，但正是电磁法在苏联获得第一颗铀弹所需的武器级铀中发挥了关键性作用。这一时期，武器级铀的造价很高，1950年为1233.5万卢布/千克。
由于电磁法提纯浓缩铀效率较低，814厂很快转业。1951年9月15日根据苏联部长会议第3506-1628号决议，工厂改为生产原子弹。改称第418厂，年产60枚原子弹。
1956年开始组装第11设计局核装药。1958年批产第1011科学研究所开发的型号。1959年开始生产第25设计局的核弹头。
1962年因成功完成了生产特殊产品的政府任务，企业荣获列宁勋章。
1967年，该企业获得“电化学仪器综合制造厂”的名称。1976年1月改称“电化学仪器联合企业”。
1983年因创造和发展新技术，企业荣获十月革命勋章。5人荣获社会主义劳动英雄称号。5人获得列宁勋章。22人获得斯大林奖金。
九十年代，该厂改为拆解核弹头。并生产石油天然气设备、地球物理勘探设备。
2006年7月3日，发生了13块贫化铀238燃烧事故。
2020年，被列为特种设备与器件的工业生产中心。为俄罗斯国家原子能公司下属的核武器综合体之一。

## 历任厂长
- 德米特里·叶菲莫维奇·瓦西里耶夫（俄语：Васильев, Дмитрий Ефимович） (1947—1955)
- 阿纳托利·雅科夫列维奇·马尔斯基（俄语：Мальский, Анатолий Яковлевич） (1955—1971)
- 列夫·伊万诺维奇·纳波罗日斯基（俄语：Надпорожский, Лев Иванович） (1971—1979)
- 亚历山大·伊万诺维奇·加林（俄语：Галин, Александр Иванович） (1979—1989)
- 阿纳托利·弗拉基米罗维奇·米秋科夫（俄语：Митюков, Анатолий Владимирович） (1989—1991)
- 列昂尼德·阿列克谢耶维奇·波利亚科夫（俄语：Поляков, Леонид Алексеевич） (1991—2004)
- 戈尔曼·康斯坦丁诺维奇·穆拉夫廖夫（俄语：Муравлёв, Герман Константинович） (сентябрь 1993—март 1994)
- 谢尔盖·弗拉基米罗维奇·纳斯廷（俄语：Настин, Сергей Владимирович） (2004—2009)
- 安德烈·弗拉基米罗维奇·诺维科夫（俄语：Новиков, Андрей Владимирович） (2009—2017)
- 谢尔盖·阿尔贝托维奇·扎米洛夫（俄语：Жамилов, Сергей Альбертович） (2017— )